# Great Chishill
Great Chishill – wieś w Anglii, w Cambridgeshire. W 1961 wieś liczyła 293 mieszkańców.